# Кулежозеро
Кулежозеро — пресноводное озеро на территории Янегского сельского поселения Лодейнопольского района Ленинградской области.

## Общие сведения
Площадь озера — 0,9 км², площадь водосборного бассейна — 15,1 км². Располагается на высоте 87,8 метров над уровнем моря.
Форма озера лопастная, продолговатая: оно почти на три километра вытянуто с северо-запада на юго-восток. Берега изрезанные, каменисто-песчаные, преимущественно возвышенные.
Из северо-западной оконечности озера вытекает река Каномка, левый приток Свири.
Ближе к юго-восточной оконечности Кулежозера расположен один небольшой остров без названия.
Населённые пункты и автодороги вблизи водоёма отсутствуют.
Код объекта в государственном водном реестре — 01040100811102000015418.